# Jenny Kallur
Jenny Margareta Kallur  (Long Island, 16. veljače 1981.), švedska atletičarka, glavna disciplina joj je 100 metara s preponama.
Jenny Kallur rođena je u Long Islandu u SAD-u, a trenutno živi u gradu Falunu u pokrajini Dalarna u središnjoj Švedskoj, Jenny ima dvojno državljanstvo.
Njezina sestra blizanka Susanne Kallur, koga je starija od Jenny četiri minute, je također švedska atletičarka njena glavna disciplina je 100 metara s preponama. One su kćeri bivšeg hokejaša Andreasa Kallura koji je osvojio četiri Stanleyjeva kupa.
Najveći joj je uspjeh bronca na dvoranskome Europskom prvenstvu 2005. godine u Madridu.

### Osobni rekordi
- 60 metara s preponama 7,92 sek
- 100 metara 11,43 sek
- 200 metara 23,26 sek
- 100 metara s preponama 12,85 sek

## Vanjske poveznice
- Službena stranica Jenny Kallur